# Districtul Wang Pong
Wang Pong (în thailandeză วังโป่ง) este un district (Amphoe) din provincia Phetchabun, Thailanda, cu o populație de 38.473 de locuitori și o suprafață de 543,0 km².

## Componență
Districtul este subdivizat în 5 subdistricte (tambon), care sunt subdivizate în 58 de sate (muban).
| Nr. | Nume      | În thailandeză | Sate | Locuitori |  |
| --- | --------- | -------------- | ---- | --------- |  |
| 1.  | Wang Pong | วังโป่ง          | 11   | 10,189    |  |
| 2.  | Thai Dong | ท้ายดง          | 13   | 8,066     |  |
| 3.  | Sap Poep  | ซับเปิบ          | 8    | 4,924     |  |
| 4.  | Wang Hin  | วังหิน           | 14   | 9,633     |  |
| 5.  | Wang San  | วังศาล          | 12   | 5,661     |  |